# Филипп II (граф Ганау-Мюнценберга)
Филипп II Ганау-Мюнценбергский (нем. Philipp II. von Hanau-Münzenberg; 17 августа 1501 — 28 марта 1529) — дворянин Священной Римской империи.

## Биография
Сын графа Рейнхарда IV. Отец умер, когда Филиппу было ещё 11 лет, и поэтому для опеки над ним и его 7-летним младшим братом Бальтазаром Имперский камеральный суд назначил регентский совет, в который вошли его мать и его дальний родственник Иоганн V (граф Нассау-Дилленбурга). В 1514 году умерла мать, а в 1516 году — Иоганн V, после чего регентом был назначен сын Иоганна — Вильгельм I (граф Нассау-Дилленбурга). Филипп был объявлен совершеннолетним в 1521 году, когда ему исполнилось 20 лет.
Графство Ганау-Мюнценберг сильно пострадало во время войны за ландсхутское наследство от проходивших через графство гессенских войск и от того, что Гессен оккупировал Гомбург, приобретённый Ганау-Мюнценбергом в 1487 году за 19 тысяч гульденов. В 1521 году на Вормсском рейхстаге император Карл V выступил посредником в урегулировании этого спора: Гессену было дозволено сохранить за собой Гомбург, но ему пришлось выплатить Ганау-Мюнценбергу 12 тысяч флоринов.
Во время правления Филиппа началась Реформация, а также произошла Крестьянская война в Германии, но эти события слабо затронули княжество. В 1528 году началась замена средневековых укреплений столичного города Ханау, устаревших в связи с развитием артиллерии, на новые укрепления, соответствующие эпохе Ренессанса. Новые стены возводились снаружи от старых, в результате чего внутри их оказалось поселение Форштадт, выросшее за пределами старых городских ворот.
Филипп скончался в 1529 году в Пасхальное воскресенье, будучи в возрасте всего 28 лет, оставив после себя троих детей и беременную вдову. На следующий день он был похоронен, а ещё через день вдова родила дочь.

## Семья и дети
27 января 1523 года Филипп II женился на Юлиане Штольбергской. У них было пятеро детей:
1. Рейнхард (1524)
2. Екатерина (1525—1581), которая вышла замуж за Иоганна IV Вид-Рункельского
3. Филипп III (1526—1561), унаследовавший титул
4. Рейнхард (1528—1554)
5. Юлиана (1529—1595), которая вышла замуж за графа Томаса Зальм-Кирбургского (1529—1553)